# David Magalhães
David Dinis Magalhães, meglio noto come David Magalhães o solo David (Luanda, 24 febbraio 1988), è un ex calciatore angolano, centrocampista del Domant.

## Carriera

### Nazionale
Esordisce in nazionale nel 2009.

## Palmarès

### Club

#### Competizioni nazionali
- Girabola: 2

Petro Atlético: 2008, 2009

### Individuale
- Capocannoniere della Girabola: 1

2009 (19 reti)